# Wu You
Wu You (en chino: 吳優; Jinzhou, 27 de marzo de 1984) es una deportista china que compitió en remo.
Participó en dos Juegos Olímpicos de Verano, obteniendo una medalla de plata en Pekín 2008, en la prueba de dos sin timonel, y el cuarto lugar en Atenas 2004, en el ocho con timonel.

## Palmarés internacional
| Juegos Olímpicos | Juegos Olímpicos | Juegos Olímpicos | Juegos Olímpicos |
| Año              | Lugar            | Medalla          | Prueba           |
| ---------------- | ---------------- | ---------------- | ---------------- |
| 2008             | Pekín (China)    | Medalla de plata | Dos sin timonel  |